# キングストン・ラインクリフ・ブリッジ

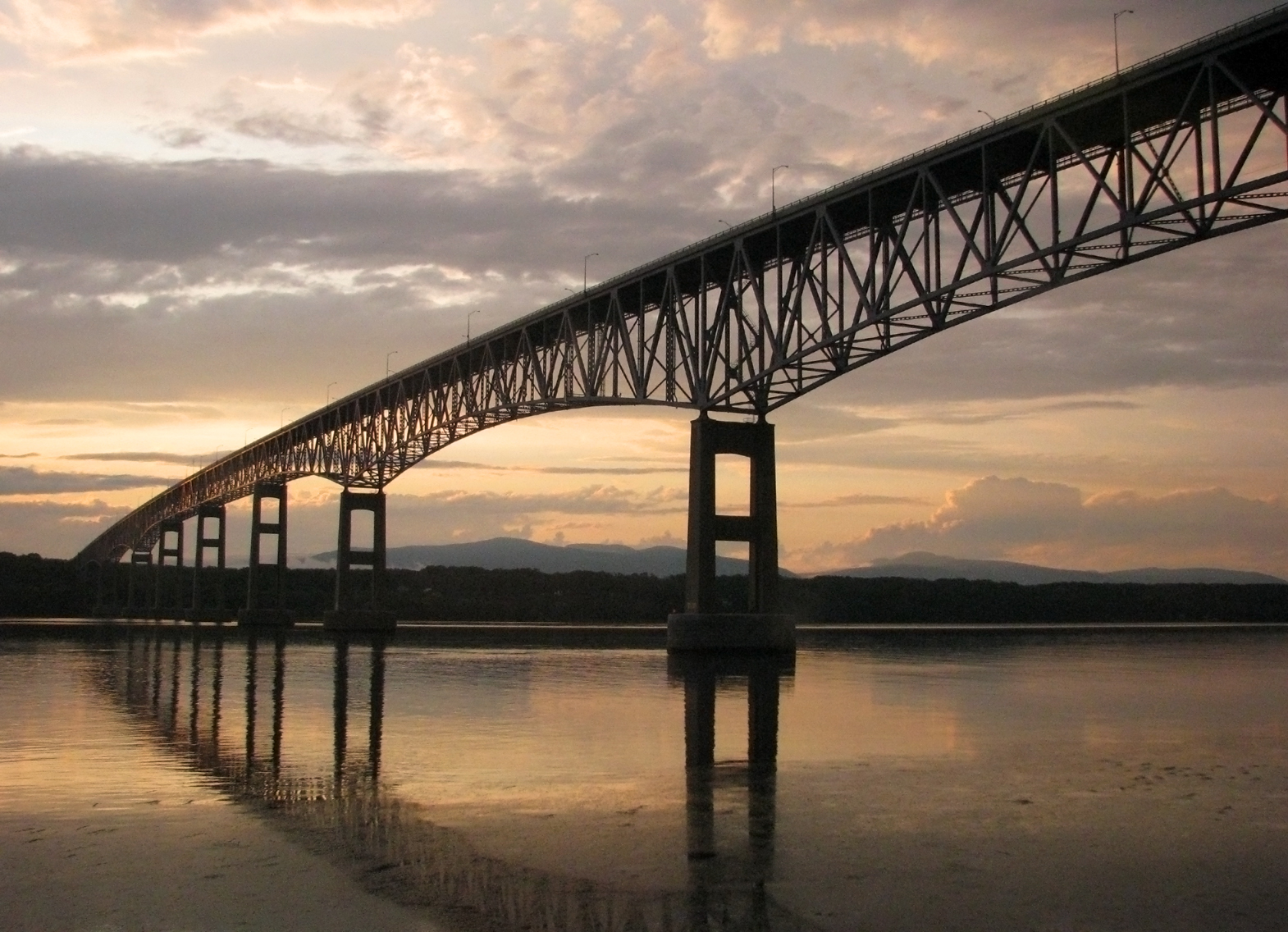
ラインクリフ側の少し下流から見た橋の写真

キングストン・ラインクリフ・ブリッジ（英語：Kinston-Rhinecliff Bridge）は、ハドソン川の中流にかかる橋で、西岸にあるニューヨーク州アルスター郡のキングストンと東岸にある同州ダッチェス郡のラインクリフ（Rhinecliff）を結んでいる。それぞれの町の少し北にあり、この橋の上を州道199号線（NY 199）が通っており、ニューヨーク・ステート・スルーウェイのキングストン出入口からはこの州道を通って少し東にある。 
現在のトラス橋は1957年に開通し、長さは2352メートル（世界第52位）で、2車線（片側1車線ずつ）あり、有料。鉄道がよく使われた往時は、ニューヨーク市の人たちがキャッツキル山地の避暑地に向かうには、ラインクリフ・キングストン駅からこの橋を渡ってキングストン、ウッドストックなどの避暑地へ向かう道筋のひとつとしてよく使われた。設計はデビッド・スタインマン。
ニューヨーク州初代州知事であり、後にアメリカ合衆国副大統領を務めた地元出身のジョージ・クリントンを記念して、2000年にジョージ・クリントン・キングストン・ラインクリフ・ブリッジと改名されているが、これは儀式的な正式名称である。